# Омэтр, Пьер
Пьер Омэтр (фр.  Pierre Aumaître, 8 апреля 1837 года, Нантёй-ан-Валле, Франция — 30 марта 1866 года, Корея) — святой Римско-Католической Церкви, священник и мученик. Член миссионерской организации «Парижское общество заграничных миссий».

## Биография
Родился 8 апреля 1837 года в многодетной крестьянской семье в Нантёй-ан-Валле, Франция. В 1852 году поступил в начальную семинарию, по окончания которой поступил в 1857 году в высшую семинарию. С 1859 года обучался в семинарии миссионерской организации «Парижское общество заграничных миссий», которая готовила священников для миссионерской деятельности на Дальнем Востоке. В 1862 году был рукоположен в священника.
23 июня 1863 года прибыл на миссию в Корею. После начала гонений на католиков отправился в деревню, где скрывался епископ Антуан Давелюи. 14 марта 1866 года вместе со священником Мартином Юином и епископом Антуаном Давелюи был арестован и отправлен в Сеул, где их поместили в местной тюрьме. В тюрьме он был подвергнут жестоким пыткам. 30 марта 1866 года был казнен.

## Прославление
Был беатифицирован 6 октября 1968 года Римским Папой Павлом VI и канонизирован 6 мая 1984 года Римским Папой Иоанном Павлом II вместе с группой 103 корейских мучеников.
День памяти в Католической Церкви — 20 сентября.